# Макіївська волость (Ніжинський повіт)
Макіївська волость — історична адміністративно-територіальна одиниця Ніжинського повіту Чернігівської губернії з центром у містечку Макіївка.
Станом на 1885 рік складалася 9 поселень, 10 сільських громад. Населення — 5721 особа (2772 чоловічої статі та 2949 — жіночої), 1051 дворових господарства.
|                     | Площа, десятин | У тому числі орної, дес. |
| ------------------- | -------------- | ------------------------ |
| Сільських громад    | 3384           | 2956                     |
| Приватної власності | 10079          | 8087                     |
| Іншої власності     | 67             | 60                       |
| Загалом             | 13530          | 11103                    |

Основні поселення волості:
- Макіївка — колишнє власницьке містечко при річці Перевід за 45 верст від повітового міста, 1984 особи, 395 дворів, православна церква, єврейський молитовний будинок, постоялий двір, 3 постоялих будинки, 4 лавки, вітряний млин, крупорушка, винокурний завод, базари, 3 щорічних ярмарки.
- Рівчак — колишнє власницьке село, 564 особи, 117 дворів, православна церква, постоялий будинок, базари по четвергах, 2 щорічних ярмарки: 1 березня та 1 листопада.
- Степанівка — колишнє власницьке село, 871 особа, 159 дворів, школа, постоялий будинок, цегельний завод.
- Татарівка — колишнє власницьке село, 779 осіб, 136 дворів, постоялий будинок, 2 вітряних млина, цегельний завод.
- Терешківка — колишнє власницьке село, 657 осіб, 131 двір, постоялий будинок

1899 року у волості налічувалось 17 сільських громад, населення зросло до 7732 осіб (3884 чоловічої статі та 3878 — жіночої).